# Musculus latissimus dorsi
De musculus latissimus dorsi of brede rugspier behoort tot de dorsale (dorsaal) spiergroep. Dit is een brede, platte spier.
Hij ontspringt aan de doornuitsteeksels van de 7e - 12e borstwervel als de pars thoracalis, van de fascia thoracolumbaris en het achterste deel van de crista iliaca als de pars iliaca, van de 10e - 12e rib als de pars costalis en bovendien heel vaak van de angulus inferior scapulae van het schouderblad als de pars scapularis.
De brede rugspier bestaat daarom uit vier delen die elk een verschillende functie hebben. Hij zit gezamenlijk vast met de musculus teres major, de grote ronde armspier, aan de crista tuberculi minoris op de humerus, het opperarmbeen.
Direct voor de verbinding van de beide spieren bevindt zich een bursa subtendinea musculi latissimi dorsi.
De grote rugspier vormt de spierbasis van de achterste okselplooi. Hij trekt de opgeheven arm omlaag en adduceert deze. Bij een geadduceerde arm zal hij deze naar achter en mediaalwaarts trekken en daarbij zover naar binnen roteren dat de handrug op het zitvlak komt te liggen. De beide rugspieren kunnen samenwerken en de schouders naar achter en onder trekken. Ze werken bij geforceerde uitademing en ook bij het hoesten of niezen. 
Innervatie: nervus thoracodorsalis (C6-C7-C8)